# 石油航空服务公司

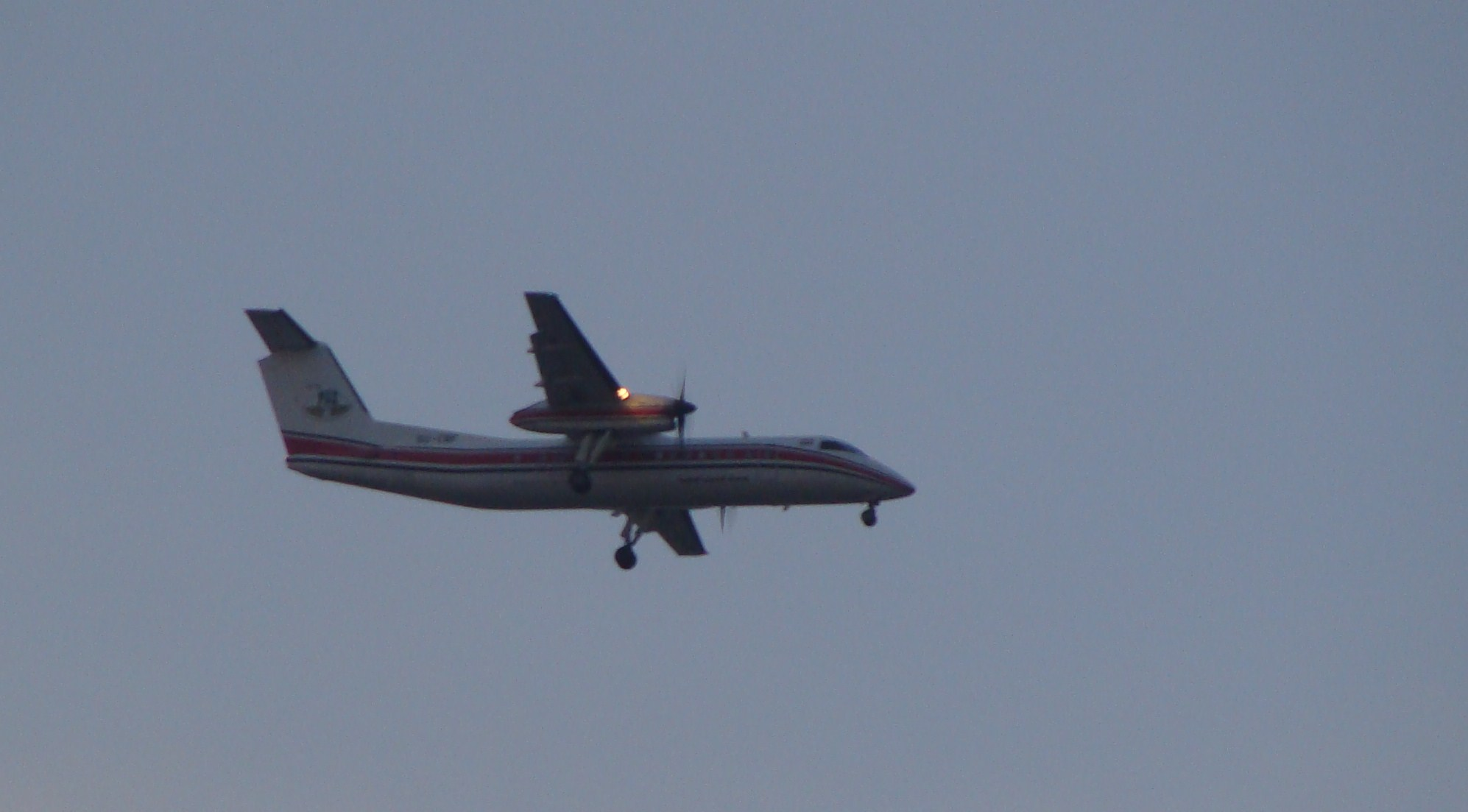
石油空中服務

石油航空是一間於開羅的航空公司。提供石油工業支援服務及廣泛的直升機業務。该航空公司也提供商業客運於埃及的區域城市。樞紐機場為開羅國際機場。

## 歷史
石油航空成立1982年。由埃及石油總公司(75%)及布里斯托集團(25%)擁有。

## 機隊
在2009年3月，石油航空有以機隊：
- 5 龐巴迪 Dash 7 系列 100
- 5 龐巴迪 Dash 8 Q300

除此之外，航空公司還有39架直升機，多數是貝爾直升機公司。

## 外部連結
- 官方網站 （页面存档备份，存于）